# Aeroportul Smithers
Aeroportul Smithers (IATA: YYD, ICAO: CYYD) este un aeroport din Columbia Britanică, Canada. A fost deschis în 1999.
Situat la o altitudine de 523 m, aeroportul dispune de o singură pistă.